# Okip, Bilohirea
Okip (în ucraineană Окіп) este un sat în comuna Mokrovolea din raionul Bilohirea, regiunea Hmelnîțkîi, Ucraina.

## Demografie
Componența lingvistică a localității Okip
     Ucraineană (99,79%)
     Alte limbi (0,21%)
Conform recensământului din 2001, majoritatea populației localității Okip era vorbitoare de ucraineană (99,79%), existând în minoritate și vorbitori de alte limbi.